# Войнар, Генрих Карл
Генрих Карл Войнар (нем. Heinrich Karl Woynar, 1865 — 7 августа 1917) — австрийский ботаник.

## Научная деятельность
Генрих Карл Войнар специализировался на папоротниковидных и на семенных растениях.